# Eparchie Erzengel Sankt Michael in Sydney
Die Eparchie Erzengel Sankt Michael in Sydney (lat.: Eparchia Sancti Michaëlis Sydneyensis Graecorum Melkitarum) ist eine mit der römisch-katholischen Kirche unierte melkitische Eparchie mit Sitz in Sydneys Vorort Darlington, Australien. 

## Geschichte
Mitte des 19. Jahrhunderts begann die Einwanderung von Christen der Melkitischen Griechisch-Katholischen Kirche nach Australien. Die ersten Ansammlungen waren in Sydney, Brisbane und Melbourne, später siedelten sich auch in anderen Regionen melkitische Christen an. Nachdem die Zahl der Gläubigen deutlich angestiegen war, entstand das Bedürfnis den Glauben und die Eucharistie im  byzantinischen Ritus auszuüben. 
1889 kam der Ordenspriester der Basilianer des Heiligen Johannes des Täufers Archimandrit Silwanos Mansour, aus Baalbek im Libanon, nach Australien, um seinen Eltern einen Besuch abzustatten. Auf Wunsch der Gläubigen blieb er, nach dem er die Zustimmung seiner Kirchenleitung eingeholt hatte, in Sydney. Mansour begann mit der Sammlung von Spenden, 1891 konnte der Grundstein für die erste  Kirche  der Melkitisch Griechisch-Katholischen Gemeinde gelegt werden. Die Grundsteinlegung segnete der Weihbischof Higgins im Auftrag des römisch-katholischen Erzbischofs Patrick Francis Moran von Sydney. Die Einweihung der Kirche erfolgte 1895 und wurde ein Ort der Begegnung für die Gläubigen Christen aus verschiedenen Ostkirchen. Seit 1895 versahen an der Kirche, die den Namen „Erzengel Sankt Michael“ trägt, Ordenspriester der Basilianer des heiligen Johannes des Täufers ihren Dienst. Papst Johannes Paul II. implementierte die Eparchie mit der  Apostolischen Konstitution Quae quantaque am 26. März 1987. Das Gebiet der Diözese umfasst seit 1999 Australien und Neuseeland.

## Bischöfe
- George Riashi BC (26. März 1987–28. Juli 1995), dann Erzbischof von Tripoli
- Issam John Darwich BS (4. August 1995–15. Juni 2011) (Issam John Darwish)
- Robert Rabbat (seit 15. Juni 2011)